# Marcantonio Colonna (Admiral)

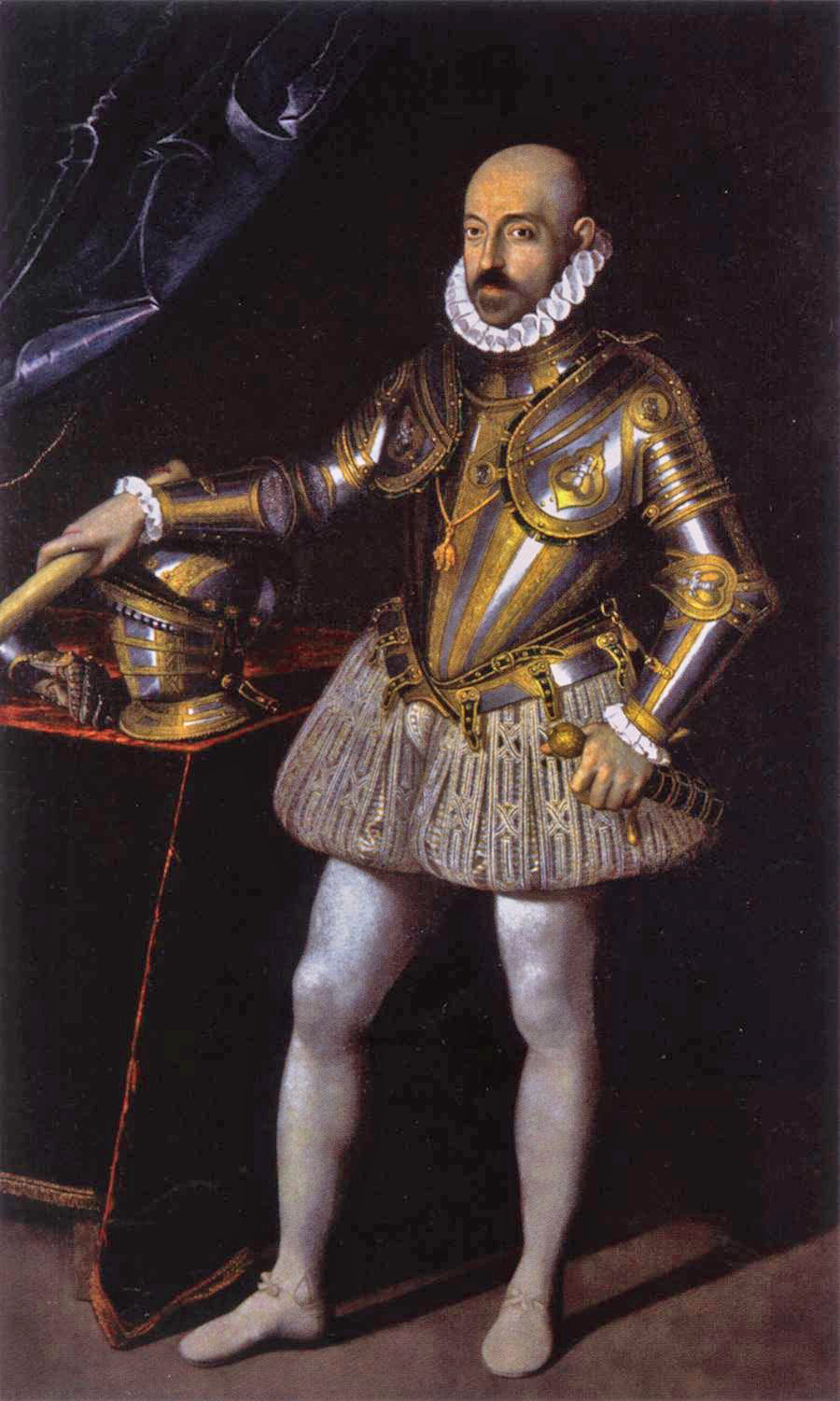
Marcantonio Colonna

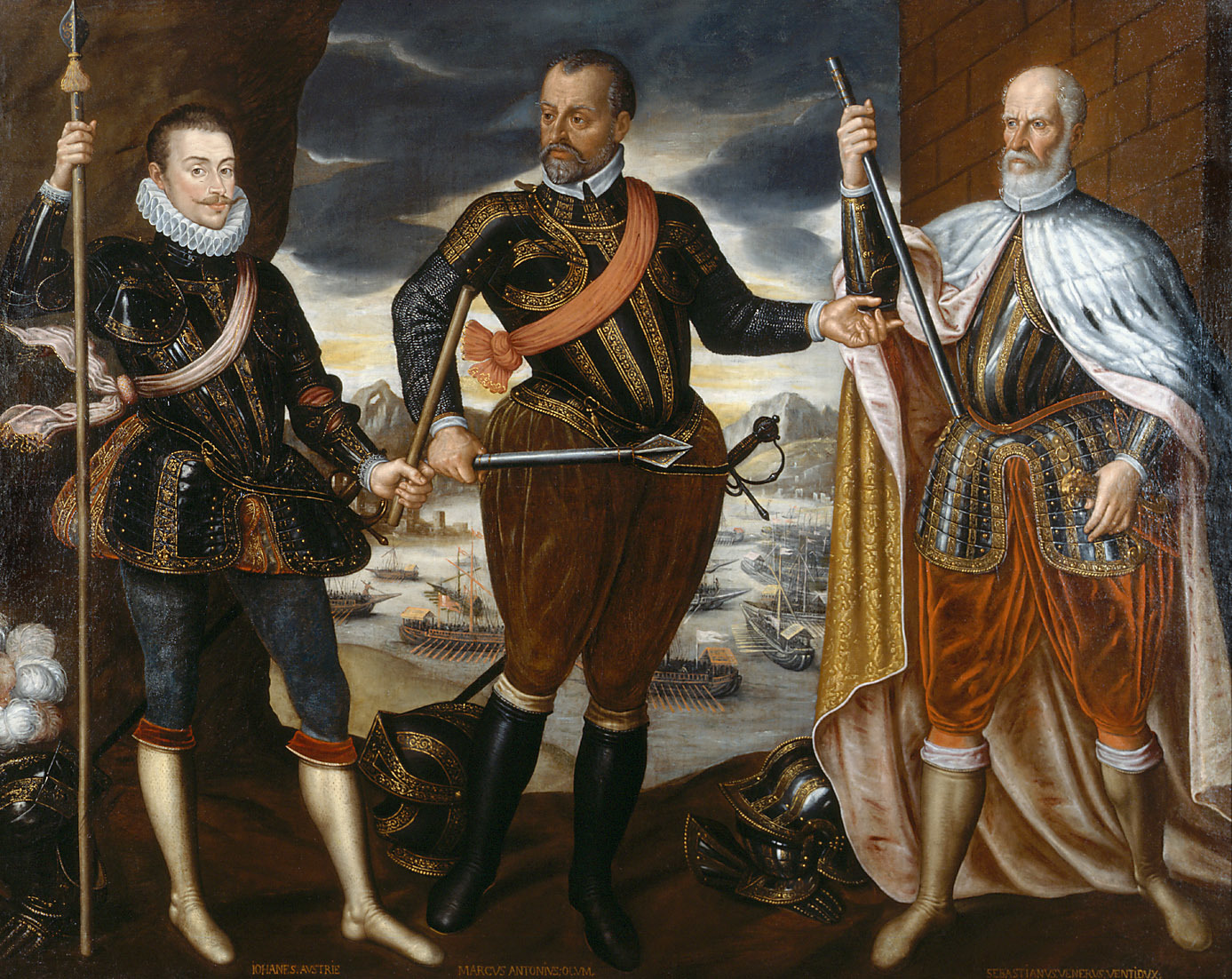
Die Sieger der Seeschlacht von Lepanto: Juan de Austria, Marcantonio Colonna und Sebastiano Venier (1575)

Marcantonio II. Colonna (* 26. Februar 1535 in Civita Lavinia; † 1. August 1584 in Medinaceli) war ein Admiral und   Vizekönig von Sizilien aus dem italienischen Adelsgeschlecht der Colonna. Er hatte die Titel Herzog von Tagliacozzo und Paliano inne und war Ritter des Ordens vom Goldenen Vlies.

## Leben

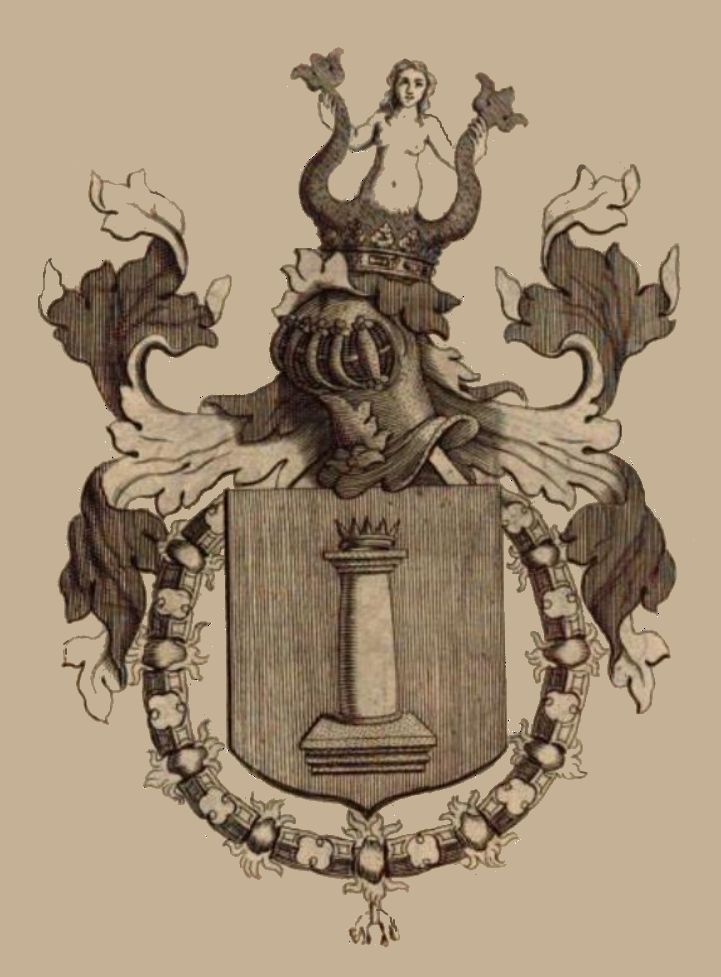
Wappen des Herzogs Marcantonio II. Colonna als Ritter des Ordens vom Goldenen Vlies (Ordenscollane um den Schild)

Er war der Sohn des Ascanio Colonna, Herzogs von Paliano und Grafen von Tagliacozzo (Bruders der Dichterin Vittoria Colonna, Sohnes von Fabrizio Colonna, Herzogs von Paliano und Großkammerherrns von Neapel, und der Agnes da Montefeltro), und von Giovanna d'Aragona, Tochter des Fernando, Herzogs von Montalto (um 1494–1542), eines Bastards von König Ferdinand I. von Neapel. Marcantonio trat, von Papst Pius IV. aus Rom verbannt, in spanische Dienste und leitete unter Albas Oberbefehl 1556 die Operationen gegen den Kirchenstaat mit so viel Erfolg, dass man ihn nach Rom zurückrief. Pius V. vertraute ihm 1571 die gegen die Türken ausgerüstete Expedition an, welche sich mit der spanischen unter Juan de Austria vereinigte. 
Er half den Sieg bei der Seeschlacht von Lepanto erfechten und erhielt dafür nach seiner Rückkehr einen in altrömischer Weise gefeierten Triumph. Darauf verwaltete er Sizilien als spanischer Vizekönig und wollte eben den Oberbefehl der Armada übernehmen, als er in Medinaceli am 1. August 1584 starb. Während er in Sizilien regierte, verliebte er sich in die verheiratete Baronin Eufrosia Siracusa Valdaura, Ehefrau von Calcerano Corbera. Er ließ ihren Schwiegervater und den Ehemann ermorden. Diese Geschichte ist von etlichen Schriftstellern – darunter Leonardo Sciascia – verewigt worden.

## Familie
Marcantonio II. heiratete am 29. April 1552 in Rom Felicia Orsini, Tochter des Girolamo Orsini, Herrn von Bracciano, und der Francesca Sforza, Tochter des Grafen von Santa Fiora. Felicia war eine Schwester des ersten Herzogs von Bracciano, von Paolo Giordano I. Orsini, und wurde als Marcantonios Ehefrau Mutter von sieben Kindern.